# Larnax pomacochaensis
Larnax pomacochaensis är en potatisväxtart som beskrevs av S.Leiva. Larnax pomacochaensis ingår i släktet Larnax och familjen potatisväxter. Inga underarter finns listade i Catalogue of Life.